# مایکل ریزیگر
مایکل ریزیگر (هلندی: Michael Reiziger؛ زادهٔ ۳ مهٔ ۱۹۷۳) یک بازیکن فوتبال اهل هلند است.

## تیم ملی
وی همچنین در تیم ملی فوتبال هلند بازی کرده است.